# Elizabeth Maconchy

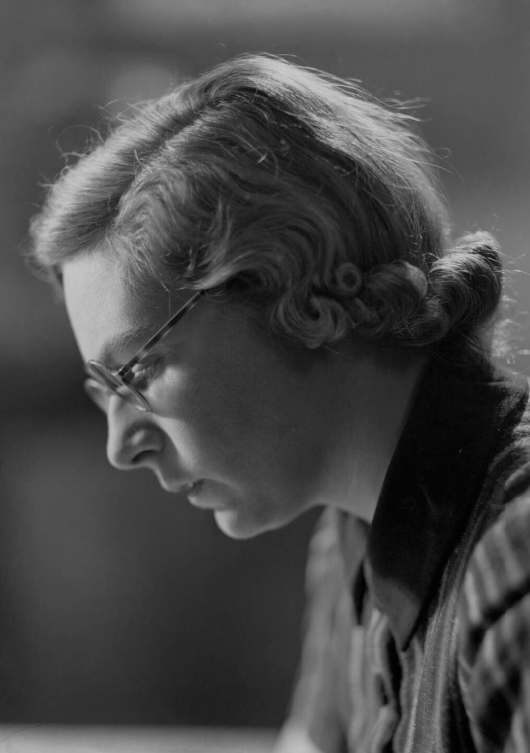
Elizabeth Maconchy, 1934

Dame Elizabeth Violet Maconchy Le Fanu DBE (* 19. März 1907 in Broxbourne; † 11. November 1994 in Norwich) war eine englische Komponistin irischer Abstammung.

## Leben
Maconchy, die bereits im Alter von sechs Jahren komponierte, studierte von 1923 bis 1929 am Royal College of Music in London unter anderem bei Charles Wood und Ralph Vaughan Williams. Nach erfolgreichem Abschluss errang sie mehrere Preise und Auszeichnungen. Ein Stipendium ermöglichte ihr einen Aufenthalt in Prag, wo sie bei Karel Boleslav Jirák studierte und am 19. März 1930 erstmals eines ihrer Werke – das Concertino für Klavier und Kammerorchester – aufgeführt wurde. Sie kehrte dann in ihre Heimat zurück. 1930 schloss sie die Ehe mit William LeFanu, aus der Ehe gingen zwei Töchter hervor. Im selben Jahr wurde ihre Orchestersuite The Land erfolgreich bei den Proms unter Henry Wood aufgeführt. Ihre Kompositionen fanden nun immer größeren Anklang, ihre Werke wurden in England und im europäischen Ausland aufgeführt.
1932 erkrankte Maconchy an Tuberkulose und verlegte deswegen ihren Wohnsitz von London nach Seal. Während des Krieges wurde ihre Familie nach Shropshire evakuiert, danach konnte sie sich weiter als Komponistin etablieren. 1959 war sie die erste Frau, die den Vorsitz der Composers' Guild of Great Britain übernahm. Daneben war sie Mitglied und ab 1976 Präsidentin der Society for the Promotion of New Music.
Maconchy verstand sich als Sozialistin.

## Werke
Maconchy schrieb viele Auftragskompositionen für professionelle und Amateur-Ensembles sowie für Schulen, wobei sie die Einschränkungen, die das Komponieren für Laien mit sich brachte, mehr als Inspiration denn als Hindernis betrachtete. In ihren frühen Werken ist deutlich der Einfluss ihres wichtigsten Lehrers Vaughan Williams zu spüren, später setzte sie sich davon ab und fand, inspiriert von ihrer Beschäftigung mit der Musik Béla Bartóks, zu einer eigenen Tonsprache, die von starker Konzentration und Dichte gekennzeichnet ist. Sie schrieb Werke nahezu aller Gattungen, von großer Bedeutung sind ihre Kompositionen aus dem Bereich der Kammermusik, insbesondere ihre Streichquartette. Der Musikkritiker Martin Anderson nannte sie „den wichtigsten Zyklus von Streichquartetten eines britischen Komponisten neben dem von Robert Simpson.“

### Streichquartette
- Streichquartett Nr. 1 (1932/33)
- Streichquartett Nr. 2 (1936)
- Streichquartett Nr. 3 (1938)
- Streichquartett Nr. 4 (1942/43)
- Streichquartett Nr. 5 (1948)
- Streichquartett Nr. 6 (1950)
- Streichquartett Nr. 7 (1955)
- Streichquartett Nr. 8 (1967)
- Streichquartett Nr. 9 (1968)
- Streichquartett Nr. 10 (1972)
- Streichquartett Nr. 11 (1976)
- Streichquartett Nr. 12 (1979)
- Streichquartett Nr. 13 „Quartetto Corto“ (1984)

## Familie
Maconchy war die Mutter der Komponistin Nicola LeFanu sowie die Cousine und frühe Förderin des Komponisten Giles Swayne.

## Auszeichnungen
Ihr Streichquartett Nr. 5 wurde 1948 mit dem Edwin-Evans-Preis ausgezeichnet; für die Ouvertüre Proud Thames gewann sie 1953 den London County Council Prize for Coronation Year. 1960 erhielt sie die Cobbett-Medaille für Kammermusik. 1977 wurde Maconchy der Titel Commander und 1987 schließlich der Titel Dame Commander des Order of the British Empire verliehen.